# Quit Playing Games (With My Heart)
Quit playing games (with my heart) (с англ. — «Прекрати играть (с моим сердцем)») — четвёртый сингл американской группы Backstreet Boys с одноименного дебютного альбома. Песня заняла первое место в хит-парадах Австрии, Германии и Швейцарии, второе место в Великобритании и третье место в Канаде. Позже эта песня стала первым синглом с дебютного группы в США, «Backstreet Boys (US)» (1997), который содержал песни с первого и второго альбомов группы, изданных по всему миру. Сингл занял 2 место в хит-параде Billboard Hot 100 и оставался в чарте на протяжении 43 недель, став самым успешным синглом группы в этом черте. Продажи сингла составляют 2 миллиона экземпляров. «Quit playing games (with my heart)» была использована в фильме «88 минут».

## История создания и релиз
Песня была неожиданно предложена группе во время их пребывания в «Cheiron Studios» в Стокгольме в июне 1995 года для записи песни «We’ve got it goin' on». После завершения записи за два дня вместо запланированной недели группа решила записать «Quit playing games (with my heart)».
В оригинальной версии песни Брайан Литтрелл поет оба куплета, а Эй Джей Маклин — бридж. Все бэк-вокалы в песне, за исключением Эй Джея, подпевающего самому себе в бридже, были записаны Брайаном и Кевином, решившим дописать песню, пока остальные обедали. Эта версия была выпущена на дебютном альбоме группы как в США, так и по всему миру. Постепенно Ник Картер стал одним из самых популярных участников Backstreet Boys, поэтому в сентябре 1996 года, перед выпуском сингла, Макс Мартин прилетел в Лондон чтобы перезаписать с Ником второй куплет. Эта версия была позже добавлена в переиздания международной и американской версий альбома и была использована в музыкальном видео и для радио. Существует также итальянская версия песни, «Non puoi lasciarmi cosi», главные партии в которой исполнили Хауи Дороу и Кевин Ричардсон.
Изначально песня не рассматривалась представителями звукозаписывающей компании в качестве первого сингла с дебютного альбома группы в США. Предлагалось выпустить песню «If you want it to be good girl», но Backstreet Boys отказывались, назвав эту песню одной из самых худших песен группы. Президент «Jive Records Бэрри Уайсс подтвердил, что в качестве претендентов также рассматривались песни Anywhere for you» и «All I have to give». Группа хотела переснять музыкальное видео, но лейбл отказал, аргументируя тем, что они планировали завоевывать радио, а не видеоканалы. В итоге песня стала успешной без поддержки со стороны MTV.

## Список композиций
| №  | Название                                             | Автор(ы)                                 | Длительность |
| -- | ---------------------------------------------------- | ---------------------------------------- | ------------ |
| 1. | «Quit Playing Games (With My Heart) (Video Version)» | Макс Мартин, Херберт Кричлоу             | 3:52         |
| 2. | «Nobody But You (Long Version)»                      | Денниз Поп, Макс Мартин, Херберт Кричлоу | 6:07         |

| №  | Название                                          | Автор(ы)                     | Длительность |
| -- | ------------------------------------------------- | ---------------------------- | ------------ |
| 1. | «Quit Playing Games (With My Heart) (LP Version)» | Макс Мартин, Херберт Кричлоу | 3:52         |
| 2. | «Lay Down Beside Me»                              | Джолион Скиннер, Файт Ренн   | 5:26         |

| №  | Название                                                | Автор(ы)                                 | Длительность |
| -- | ------------------------------------------------------- | ---------------------------------------- | ------------ |
| 1. | «Quit Playing Games (With My Heart) (Video Version)»    | Макс Мартин, Херберт Кричлоу             | 3:52         |
| 2. | «Nobody But You (Long Version)»                         | Денниз Поп, Макс Мартин, Херберт Кричлоу | 6:07         |
| 3. | «Give Me Your Heart»                                    | Ларри Кэмпбелл                           | 5:06         |
| 4. | «Quit Playing Games (With My Heart) (Acoustic Version)» | Макс Мартин, Херберт Кричлоу             | 3:56         |

| №  | Название                                                | Автор(ы)                         | Длительность |
| -- | ------------------------------------------------------- | -------------------------------- | ------------ |
| 1. | «Quit Playing Games (With My Heart) (Video Version)»    | Макс Мартин, Херберт Кричлоу     | 3:52         |
| 2. | «Christmas Time»                                        | Джо Смит, Джонни Райт, Файт Ренн | 4:11         |
| 3. | «Lay Down Beside Me»                                    | Джолион Скиннер, Файт Ренн       | 5:30         |
| 4. | «Quit Playing Games (With My Heart) (Acoustic Version)» | Макс Мартин, Херберт Кричлоу     | 3:56         |

| №  | Название                                             | Автор(ы)                                 | Длительность |
| -- | ---------------------------------------------------- | ---------------------------------------- | ------------ |
| 1. | «Quit Playing Games (With My Heart) (Video Version)» | Макс Мартин, Херберт Кричлоу             | 3:52         |
| 2. | «Nobody But You (Long Version)»                      | Денниз Поп, Макс Мартин, Херберт Кричлоу | 6:07         |
| 3. | «Give Me Your Heart»                                 | Ларри Кэмпбелл                           | 5:06         |
| 4. | «Lay Down Beside Me»                                 | Джолион Скиннер, Файт Ренн               | 5:26         |

| №  | Название                                             | Автор(ы)                     | Длительность |
| -- | ---------------------------------------------------- | ---------------------------- | ------------ |
| 1. | «Quit Playing Games (With My Heart) (Video Version)» | Макс Мартин, Херберт Кричлоу | 3:52         |
| 2. | «Give Me Your Heart»                                 | Ларри Кэмпбелл               | 5:06         |

| №  | Название                                                            | Длительность |
| -- | ------------------------------------------------------------------- | ------------ |
| 1. | «Quit Playing Games (With My Heart) (E-Smoove Vocal Mix)»           | 6:48         |
| 2. | «Quit Playing Games (With My Heart) (LP Version)»                   | 3:52         |
| 3. | «Quit Playing Games (With My Heart) (Jazzy Jim's Mixxshoww Slamma)» | 4:19         |
| 4. | «Quit Playing Games (With My Heart) (Maurice Joshua Club Mix)»      | 8:40         |

## Музыкальное видео
Видео было снято 17 октября 1996 года в школе Howard Middle School в городе Орландо, США. Режиссёром стал Кай Шер (англ. Kai Sher). В клипе участники группы поют и танцуют ночью на пустынной баскетбольной площадке. В середине видео начинает идти дождь, у некоторых из участников во второй половине клипа расстегнуты рубашки.

## Хит-парады
| Чарт                                        | Высшая позиция |
| ------------------------------------------- | -------------- |
| Австралия                                   | 27             |
| Австрия                                     | 1              |
| Бельгия                                     | 5              |
| Великобритания                              | 2              |
| Германия                                    | 1              |
| Европа (Billboard European Hot 100 Singles) | 1              |
| Ирландия                                    | 5              |
| Канада                                      | 3              |
| Нидерланды                                  | 7              |
| Новая Зеландия                              | 27             |
| Норвегия                                    | 10             |
| США (Billboard Hot 100)                     | 2              |
| США (Billboard Adult Contemporary)          | 2              |
| США (Billboard Adult Pop Songs)             | 18             |
| США (Billboard Dance/Club Play Songs)       | 41             |
| США (Billboard Latin Pop Songs)             | 6              |
| США (Billboard Hot Latin Songs)             | 12             |
| США (Billboard Pop Songs)                   | 2              |
| Швеция                                      | 15             |
| Швейцария                                   | 1              |

## Даты выпуска
| Регион | Дата выпуска    | Формат |
| ------ | --------------- | ------ |
| Европа | 14 октября 1996 | Радио  |
| Европа | 29 октября 1996 | Сингл  |
| США    | 19 мая 1997     | Радио  |
| США    | 10 июня 1997    | Сингл  |